# 제트 (1997년생 프로게이머)
제트(본명: 해성민, 1997년 8월 21일 ~ )는 대한민국의 전직 리그 오브 레전드 프로게이머이다. 선수 시절 아이디는 Zet였으며 포지션은 AD 캐리였다. 프로게이머 해성의 친형이기도 하다. 과거 Cry라는 닉네임을 사용했다.

## 선수 시절
2016년 3월, 락스 타이거즈에 입단하면서 프로 커리어를 시작했다. 스프링 시즌에서는 팀의 서브 멤버로 활동하였지만 출전하지 못했다. 서머 시즌에서도 쿠로의 서브 선수로 활동했다. 롤드컵 2016에서는 서브 선수로 로스터에 포함되면서 참가하게 되었다. 2016 케스파컵에서는 주전으로 출전하면서 팀의 우승에 기여했다.
2017시즌을 앞두고 에드워드 게이밍에 입단했다. 입단 이후 원딜로 포지션을 변경했다. 스프링 시즌에서 주전으로 활동하면서 팀의 포스트시즌 진출에 기여했다. 서머 시즌에서는 아이보이에게 주전 자리를 내주었다. 2017시즌 종료 이후 팀에서 퇴단했다.

## 소속팀
| # | 팀명            | 소속 기간               | 소속 리그 | 비고 |
| - | --------------- | ----------------------- | --------- | ---- |
| 1 | 락스 타이거즈   | 2016.03.08 ~ 2016.11.28 | LCK       |      |
| 2 | 에드워드 게이밍 | 2016.12.18 ~ 2017.11.23 | LPL       |      |

## 수상 내역
- 코카콜라 제로 리그 오브 레전드 챔피언스 코리아 서머 2016 우승
- 2016 LoL KeSPA컵 우승
- 리프트 라이벌즈 2017 우승
- 리그 오브 레전드 프로리그 서머 2017 우승